# Pizzicato

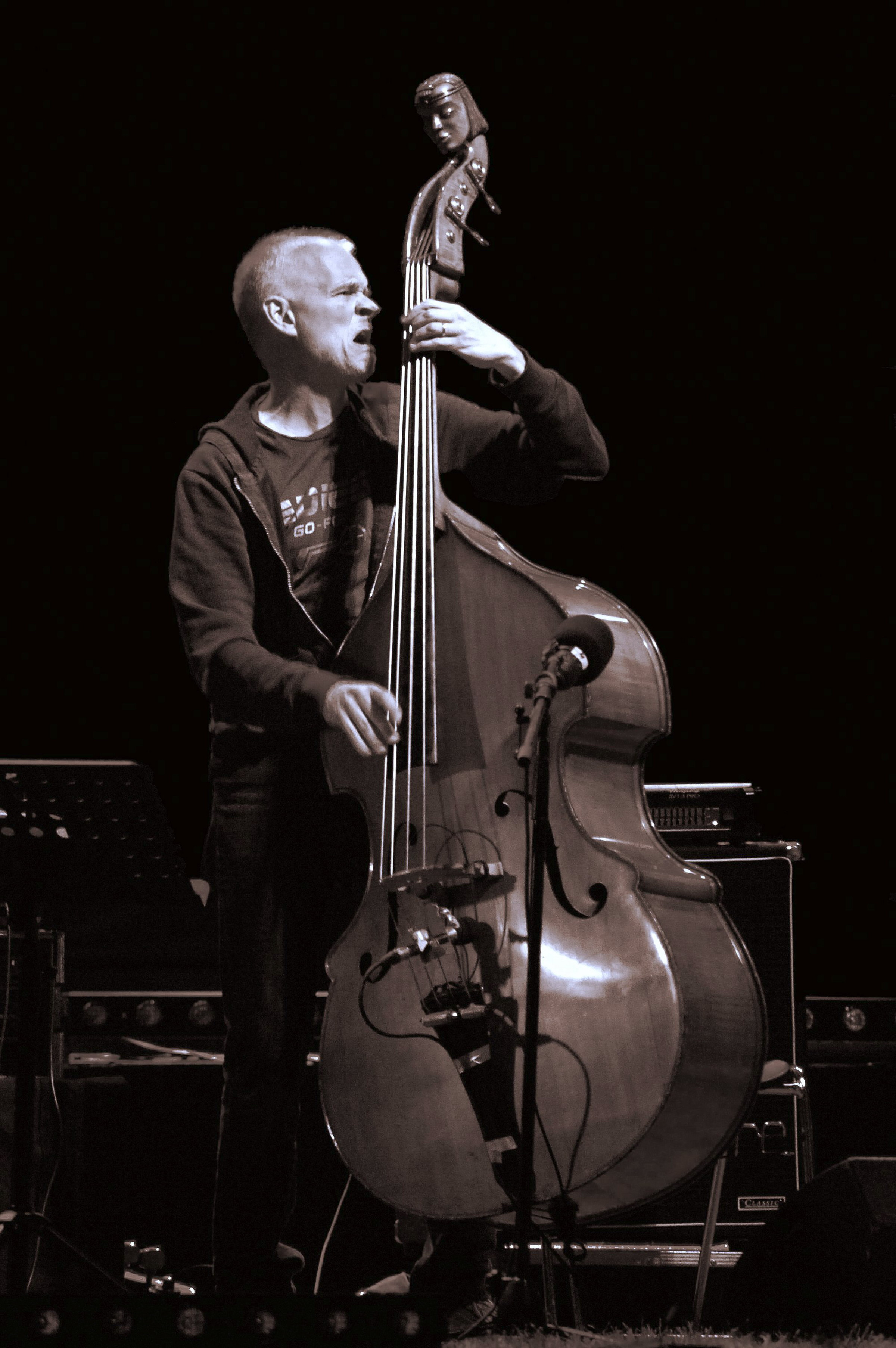
Lars Danielsson spelar pizzicato.

Pizzicato, förkortas pizz., en typ av spelsätt på stråkinstrument där den utövande knäpper på strängarna med fingrarna. Det vanligaste är att pizzicato anslås med höger hand, men i vissa fall med vänster hand då snabba växlingar till stråkspel sammanfaller.
I notskrift upphävs pizzicatospel med beteckningen coll'arco eller endast arco; "med stråken".
Bartókpizzicato utförs genom att dra strängen upp från greppbrädan och släppa den så att det uppstår en smäll, och är uppkallat efter Béla Bartók som sägs vara en av de första tonsättare som använde spelsättet.